# Spencer Williams (actor)
|  | Aquest article tracta sobre l'actor. Vegeu-ne altres significats a «Spencer Williams». |

Spencer Williams   (Vidalia, 14 de juliol de 1893 - Los Angeles, 13 de desembre de 1969) va ser un actor i director afro-estatunidenc. És principalment conegut per al seu paper d'Andy en l'emissió televisada Amos 'n' Andy i per haver dirigit la pel·lícula The Blood of Jesus (1941). És un dels primers directors afroamericans, i productor.

## Biografia
L'actor i director afroamericà Spencer Williams Jr. va gaudir d'una carrera llarga abans de les seves pel·lícules a principis dels anys 30. Encara que ocasionalment va aparèixer en importants productes de Hollywood (El Jutge de Virginia i The Nitwits, el dos el 1935), les energies cinemàtiques de Williams es van manifestar en barates pel·lícules negres dissenyades per a cinemes "colorejats" de l'època. Williams va dirigir unes quantes d'aquestes produccions especialitzades, normalment reservant-se un paper de dolent o de còmic. Es va associar amb moltes de les produccions negres més famoses dels anys 30 i 40, incloent-hi Bronze Buckaroo, Harlem of the Prairie, Blood of Jesus, Dirty Girtie from Harlem USA i Juke Joint.Popular entre els patrons de cinema negre, Williams era tot excepte un desconegut per les audiències blanques; així, Freeman Gosden i Charles Correll van afirmar que "descobrien" Williams en llençar la versió de TV de la seva sèrie de ràdio  Amos 'N'Andy. Williams retratava Andrew H. Brown en 78 episodis de mitja hora produïts entre 1951 i 1953. Mentre que la seva interpretació d'Andy era sense complicacions, Williams topava sovint amb Gosden i Correll durant la producció d'Amos 'N'Andy, especialment quan els productors volien donar una lectura de show. Spencer Williams Jr. es va retirar poc després de la cancel·lació de la sèrie; va morir d'una malaltia de ronyons a l'edat de 76 anys.

## Filmografia[2]
- Georgia Rose (1930)
- The Virginia Judge (1935)
- Harlem on the Prairie (1937)
- Two-Gun Man from Harlem (1937)
- The Bronze Buckaroo (1939)
- Harlem Rides the Range (1939)
- Bad Boy (1939)
- Son of Ingagi (1940)
- Blood of Jesus (1941)
- Go Down, Death! (1944)
- Beale Street Mama (1946)
- The Girl in Room 20 (1946)
- Dirty Gertie from Harlem U.S.A. (1946)
- Juke Joint (1947)
- Love Me or Leave Me (1955)
- St. Louis Blues (1958)
- The Gene Krupa Story (1959)